# Rizky Darmawan
Rizky Darmawan (sinh ngày 5 tháng 2 năm 1994) là một cầu thủ bóng đá người Indonesia hiện tại thi đấu cho câu lạc bộ tại Liga 1 Persija Jakarta.

## Thống kê sự nghiệp

### Câu lạc bộ
Tính đến trận đấu diễn ra ngày 15 tháng 5 năm 2018.
| Câu lạc bộ          | Mùa giải            | Giải vô địch        | Giải vô địch | Giải vô địch | Cúp     | Cúp       | Châu lục | Châu lục  | Tổng    | Tổng      |
| Câu lạc bộ          | Mùa giải            | Hạng đấu            | Số trận      | Bàn thắng    | Số trận | Bàn thắng | Số trận  | Bàn thắng | Số trận | Bàn thắng |
| ------------------- | ------------------- | ------------------- | ------------ | ------------ | ------- | --------- | -------- | --------- | ------- | --------- |
| Persija Jakarta     |                     |                     |              |              |         |           |          |           |         |           |
| 2016                | ISC A               | 2                   | 0            | –            | –       | –         | –        | 2         | 0       |           |
| 2017                | Liga 1              | 1                   | 0            | –            | –       | –         | –        | 1         | 0       |           |
| 2018                | Liga 1              | 0                   | 0            | 0            | 0       | 2         | 0        | 2         | 0       |           |
| Tổng cộng sự nghiệp | Tổng cộng sự nghiệp | Tổng cộng sự nghiệp | 3            | 0            | 0       | 0         | 2        | 0         | 5       | 0         |

1. ↑  Includes Piala Indonesia.
2. ↑  Số lần ra sân ở Cúp AFC.

## Danh hiệu

### Danh hiệu câu lạc bộ
Persija Jakarta
- Indonesia President's Cup: 2018